# Remda-Teichel
Remda-Teichel est une municipalité allemande du land de Thuringe, dans l'arrondissement de Saalfeld-Rudolstadt, au centre de l'Allemagne. En 2015, sa population est de 2 913 habitants.

## Source de la traduction
- (de) Cet article est partiellement ou en totalité issu de l’article de Wikipédia en allemand intitulé « Remda-Teichel » (voir la liste des auteurs).